# Felix von Willebrand
Knut Felix von Willebrand, född 11 juni 1814 på Koskis gård i Uskela socken, död 18 januari 1893 i Helsingfors, var en finländsk friherre och läkare. Han var brorson till Adolf Fredrik von Willebrand och far till Reinhold Felix von Willebrand.
Efter att 1831 ha blivit student vid Kejserliga Alexanders Universitetet i Finland i Helsingfors blev Willebrand 1836 filosofie magister och 1840 medicine doktor. Han utnämndes 1843 till medicine adjunkt vid Helsingfors universitet och 1856 till professor i teoretisk och praktisk medicin. Han tog 1874 avsked från professuren som emeritus. Åren 1863-90 var han tillförordnad generaldirektör vid Medicinalstyrelsen. 
Willebrand var en av dem, som vid Helsingfors universitet införde det moderna medicinska åskådningssättet samt de fysikaliska undersökningsmetoderna. Såsom specimen för professur utgav han 1856 avhandlingen Om betydelsen af smärtor i hjertgropen samt publicerade dessutom åtskilliga avhandlingar i medicinska tidskrifter. Han upphöjdes 1889 i friherrligt stånd.

## Utmärkelser
- Sankt Annas orden, tredje klass,  1859[2]
- Sankt Stanislausorden, andra klassen,  1862[2]
- Sankt Annas orden, andra klass,  1865[2]
- Sankt Vladimirs orden, tredje klass,  1870[2]
- Sankt Stanislausorden, första klassen,  1883[2]

[Redigera Wikidata]